# Pozlata
Pozlata je potpuno ili djelomično prevlačenje zlatnim listićima ili zlatnim prahom površine kamena, kovine, drva, stakla, kože, tekstila i papira radi ukrašivanja. U antičkoj Grčkoj i Rimu pozlaćivali su se kameni i drveni kipovi te ornamentirani arhitektonski dijelovi. U Bizantu se pozlata upotrebljavala u slikarstvu (zidnom, mozaičnom i minijaturnom) i u arhitektonskoj dekoraciji. Posebno ikonografsko značenje ima pozlata, odnosno zlatna boja, u srednjovjekovnom crkvenom slikarstvu kao simbol svjetlosti i svetosti (aureola i nimb). Oko 1500. u zapadnoj umjetnosti, osobito slikarstvu na ploči, nestaje zlatne pozadine, koja se u istočnoj Europi održala i dalje u oslikavanju ikona. U doba baroka pozlata se obilno koristila u crkvenoj skulpturi (oltari, propovjedaonice, ukrasi na orguljama i slično).

## Porijeklo i širenje
Već Herodot spominje da su Egipćani pozlaćivali drvo i metale, te su i pronađeni brojni predmeti koji o ovome svjedoče. Neki slavni grčki kipovi bili su od pozlaćenog drveta i bjelokosti, a najznamenitiji su primjeri ove tehnike bili Zeusov kip u Olimpiji, te kip Atene Parthenos.
Plinije Stariji govori da su prvi primjeri pozlate u Rimu bili poznati nakon uništenja Kartage. Pozlaćivali su stropove kako hramova tako i palača bogatih građana. Ovaj se običaj brzo širio, te su na kraju i obični građani, kao i siromasi, počeli pozlaćivati zidove i stropove svojih kuća.
Pozlaćivanje u vatri, koje je koristilo amalgam zlata i žive, počelo se koristiti u 4. stoljeću prije Krista, i to prvo u Kini, spominju ga Plinije i Vitruvije.
U Europi je pozlata na srebru uvijek bila više raširena od one na bronci, koja je pak u Kini bila više zastupljena. U srednjovjekovnoj je Kini započelo i pozlaćivanje porculana, isto se kasnije raširilo i u Francuskoj te ostatku Europe.

## Proces pozlate
Suvremen proces pozlate primjenjiv je u raznim postupcima na najrazličitije podloge. Tradicionalnije primjene su izrada okvira za slike, rjeđe kod rezbarskih radova, na namještaju, u dekorativnom slikarstvu i unutarnjem uređenju, knjigoveštvu, ukrašavanju kože, keramike i porculana te stakla.

### Mehanički postupci
Mehaničko pozlaćivanje uključuje sve tehnike koje koriste tanke zlatne listove kao materijal koji vežemo na željenu podlogu. To su poliranje listića pomoću ahata, mokro zlaćenje, te pozlatu na ulju koju koriste drvorezbari i pozlatari, kao i proces pozlaćivanja korišten od dekoratera, pismoslikara, knjigoveža i drugih.
Polirano željezo ili čelik, te drugi metali mogu se pozlatiti putem nanošenja zlatnih listića na metal ugrijan ispod temperature crvenog usijanja, potom listiće pritisnemo čeličnim alatom za poliranje, te tako obrađeni predmet još jednom zagrijemo kako bi nanijeli drugi sloj listića. Završimo hladnim poliranjem pomoću ahata ili čelika za poliranje.
Postavljanje zlatne folije ili listića na posebno pripremljene površine jedna je od najstarijih tehnika, spominju je Homerova Odiseja, te Stari zavjet.
Sljedeće dvije tehnike koriste zlatne listiće. Listići se proizvode tako da otpuštene, meke komade zlata tučemo do željene debljine, s time da su komadi zlata zamotani u posebne kožne pakete. Nekada su listići bili i desetak puta deblji nego danas. Listići se nanose na posebno pripremljenu kredno tutkalnu podlogu tkz. "Gesso"; ovaj sloj smočimo te nanosimo listiće, koje po sušenju još možemo i ispolirati ahatom za poliranje, umjesto ovog se mogao koristiti i vučji zub. U drugoj tehnici listići bi se samljeli u najfiniji prah te se dalje koristili kao svaki drugi pigment.

### Kemijski postupci pozlate na metalu

#### Pozlata utrljavanjem
Za ovaj proces zlato bi se otopilo u zlatotopci, te bi se s ovom tekućinom natopila lanena krpu koju po sušenju spalimo, a dobiveni pepeo koristimo kao prah za pozlaćivanje. Ovaj se prah zatim pomoću komada kože ili prsta utrljava na predmet. Postoje i varijante koje koriste cijanidne otopine, no s obzirom na visoku otrovnost bolje je koristiti ovu primitivniju verziju postupka.

#### Mokra pozlata
Koristimo otopinu zlato (III) klorida u eteru, u omjeru 1 dio otopine zlata i 2 dijela etera. Potom otopinu nanesemo na od oksida i masnoće očišćene čelične predmete, po isparenju etera na predmetu zaostaje tanak sloj zlata. Postoje i brojne na vodenim otopinama zasnovane varijante ove vrste pozlate ( Eklington 1836. patentira prvi ovakav postupak,no za pretpostaviti je da su ovakovi postupci bili poznati i ranije ).

#### Pozlata u vatri
Pozlata u vatri je proces u kome se na metalnu površinu nanosi slitina žive i zlata, objekt potom zagrijemo kako bi živa isparila,a na predmetu ostao sloj zlata. Kod priprave amalgama zlato mora biti u obliku što tanje isjeckanog lima ili praha, koji zagrijemo do usijanja, te bacimo u posudu sa zagrijanom živom. Smjesu miješamo pomoću komada željeza, te se zlato potom potpuno otopi u živi. Omjer žive i zlata najčešće je 6-8 na 1. Hladni amalgam pomoću komada kože stisnemo kako bi odvojili suvišak žive. Po ovoj operaciji amalgam bi morao imati konzistenciju maslaca. Na ravne površine amalgam možemo nanijeti direktno dok kod iskucanih, reljefnih predmeta predmet prvo uronimo u vodenu otopinu neke živine soli, najčešće nitrata.
Amalgam ravnomjerno nanesemo na metal, živa po zagrijavanju ispari, a na površini ostaje sloj zlata mutne boje, koji dodatno još moramo ispolirati čelikom ili ahatom za poliranje. Kako bi još poboljšali boju predmeta isti možemo obraditi i nanošenjem pozlatarskog voska. Osim pčelinjeg voska ovaj sadrži i crveni oker, verdigris, bakrene opiljke, kalij alumij sulfat, sumpornu kiselinu i boraks. Ova obrada još više intenzivira boju pozlate i izgleda da do toga dolazi zbog potpunog raspršivanja zaostale žive. Nakon toga predmet prekrijemo kalij nitratom, ili stipsom, pomiješanima s vodom ili razblaženim amonijakom. Nakon zagrijavanja predmet bacimo u vodu. Ako je sve ispravno izvedeno dobivena pozlata mora biti lijepe boje, te izvrsno prijanja za predmet. Kod svih ovih operacija živa kod grijanja isparava, a kako su njene pare vrlo otrovne sam je proces krajnje nezdrav po one koji ga izvode, ali i po okoliš općenito.
Iako nekada često i naširoko korišten danas je ovaj postupak potpuno istisnut od pozlate elektrolitskim putem, koja iako i sama opasna i štetna (još uvijek se najviše koriste kupke na osnovi smrtno otrovnih cijanida) ipak predstavlja znatno manji rizik, te je stoga isplatljivija. Razvijeni su i hibridni postupci nešto smanjene otrovnosti, u kojima se predmete elektrolitskim putem prevlači slojem slitine zlata i žive, odnosno prvo slojem žive pa slojem zlata, no njihova uporaba se nikada nije raširila.

#### Pozlata preferentnim otapanjem neželjenih kompomenti
Ova je tehnika otkrivena i korištena u predkolumbovskoj Americi, no treba naglasiti da su slični procesi dugo korišteni i u Europi ("bijeljenje" srebra niže finoće, "žuta kupka" u slučaju lošijeg zlata).
Predmeti od slitine zlata i bakra, zvane od strane španjolaca tumbaga, bili su kuhani u smjesi organskih kiselina biljnog porijekla(navodno su koristili biljku Oxalis pubescens!). Kod ovog bi kiselina na površini otopila bakar kao manje plemenitu komponentu, te bi tako dobili tanak sloj zlata. Ovaj bi se porozni sloj još dodatno ispolirao te bi ovi predmeti dobili izgled čistog zlata. Konkvistadori bi često bili prevareni ovom sličnošću, jer bi na kraju ustanovili da su predmeti koje su smatrali čistim zlatom u stvari od slitine siromašne zlatom. Kod procijene ovih predmeta zbunjeni su bili i suvremeni arheolozi, koji su pak isprva mislili da su predmeti bili pozlaćeni elektrolitskim putem.

#### Reduktivna pozlata
U široj uporabi od 1970. godine,može se koristiti na bakru i slitinama ,niklu,srebru i paladiju.Po sastavu kalij cijano aurat ,kao   reduktivno sredstvo obično se koristi dimetil amin boran ili kalij bor hidrid.Glavna primjena u industriji štampanih pločica za elektrotehniku.

#### Elektrolitska pozlata
Danas najrašireniji postupak pozlate, tehnika koja je u potpunosti istisnula brojne zastarjele postupke. Metal spojen na minus pol izvora istosmjerne struje uronimo u otopinu elektrolita koji sadrži u vodi otopljene zlatne soli, na pozitivan pol spajamo ploču od zlata ili platiniranog titanija, na metalu se zbog rada električne struje istaloži sloj zlata. Prvi primjeri početkom 19. stoljeća (Brugnatelli 1803.), industrijska primjena nakon 1840 ( Eklingtonov patent ). Koristi se istosmjerni napon 2 - 6 volta.
Elektroplatiranje zlatom se donedavna koristilo skoro isključivo radi dekoracije i (ili) povećanja vrijednosti proizvoda. U novije vrijeme to se sve više čini za tehničke svrhe, na primjer za zaštitu finih, mjernih i medicinskih instrumenata, proteza, preciznih utega i alata, za dobivanje slojeva nepromjenjive moći refleksije (osobito za infracrveno zračenje) i velike postojanosti (posebno za električne kontakte koji isključuju prijelazne otpore, u tehnici poluvodiča, gradnji ispravljača, elektroničkih računala, valovoda, vakuumskih cijevi, u nuklearnoj tehnici i kod svemirskih letjelica). Često se umjesto zlata, posebno kad se traži veća tvrdoća galvanskih spojeva i (ili) jeftiniji proizvod, elektroplatira njegovim slitinama s antimonom, kositrom, niklom, bakrom, srebrom i kobaltom.
Za elektroplatiranje zlatom i njegovim slitinama također se još uvijek najviše upotrebljavaju izrazito otrovne cijanidne kupke, s elektrolitima od cijanoaurata alkalija, s manjim ili većim sadržajem cijanida alkalija i drugih metala te različitih dodataka, već prema tome kakva se svojstva izratka žele postići. Kako je disocijacija složenih cijanida zlata u vodenim otopinama vrlo slaba, a u ovim kupkama potiskuju je još i cijanidi alkalija, zlato se ponaša kao da je manje plemenito od srebra, pa ako je koncentracija cijanida alkalija u kupki dovoljno velika, elektroplatiranje zlatom nije ometano spontanim izlučivanjem. Danas se osim cijanidnih kupki koristi i nekoliko necijanidnih kupki za pozlaćivanje, a neke od njih bile su poznate još 1843. (ferocijanidna/poznata već 1841./, tiosulfatna i fosfatna/1847.Roseleur i Lanaux!/).

#### Pozlata na keramici ili porculanu
Keramika i porculan se pozlaćuju već stoljećima. Oko 1970. je ova proizvodnja trošila godišnje oko 5 tona zlata. Postupak je primjenjiv i na zidne pločice. Otopina se nanosi prskanjem, kistom, strojevima za oblikovanje ruba, direktnim ili indirektnim sitotiskom.
Po nanošenju predmeti se peku u keramičkoj peći, kako bi se zlato čvrsto i trajno spojilo s glazurom. Na kvalitetu prevlake prije svega utječu sastav pozlate, stanje površine na koju se ista nanosi, debljina samog sloja, te uvjeti pečenja.
Nekoliko osnovnih načina i sastava otopine su sljedeći:
- Kiselo zlato
- Sjajno ili tekuće zlato
- Zlato za poliranje

#### Pozlata na staklu
Kod pozlate na staklu najčešće se koriste postupci pozlate pomoću naljepljenih zlatnih listića,te postupak korištenja zlatnog praha vezanog pomoću nekog veziva.Može se koristiti i postupak reduktivne pozlate analogan onom koji se koristi kod posrebrenja ogledala.Također je moguće i korištenje postupaka koji se koriste kod pozlaćivanja keramike i porculana.

## Vanjske poveznice
- Isaac H. Walker, The Process of Gilding and Bronzing Picture Frames 1884.  Arhivirana inačica izvorne stranice od 19. studenoga 2009. (Wayback Machine)
- Society of Gilders – umijeće i znanost pozlate
- Broad compilation of depletion gilding techniques
- Movie about fire-gilding in Nepal
- Sunara,S.M. Pozlata na drvu
- The history of gilding
- How to oil gild a frame over acrylic gesso
- Vokić,D. Tehnologija pozlaćivanja u konzervatorsko restauratorskim radovima